# Hari Dhillon
Hari Dhillon (San Francisco, 1968) is een Amerikaans acteur.

## Biografie
Dhillon werd geboren en groeide op in San Francisco. In zijn kinderjaren woonde hij voor negen maanden in India. Hij studeerde af aan de Universiteit van Californië - Berkeley, waar hij in het laatste jaar acteerlessen volgde. Na zijn afstuderen werkte hij als opleider in de gevangenis in Californië en Hawaï voordat hij met zijn vrienden een theatergezelschap oprichtte in San Francisco. In 1994 volgde hij een toneelopleiding in het Verenigd Koninkrijk.
Dhillon begon in 1990 met acteren in de Britse televisieserie Dream Team, waarna hij nog meerdere rollen speelde in televisieseries en films in Engeland en Amerika. Hij is vooral bekend van zijn rol als Michael Spence in de televisieserie Holby City, waar hij in 270 afleveringen speelde (2001-2014).

## Filmografie

### Films
Uitgezonderd korte films.
- 2024 Trigger Warning - als Mohamed
- 2024 We Strangers - als Neeraj Patel
- 2023 The Beanie Bubble - als Arjun Kumar
- 2019 Doom: Annihilation - als dr. Ahmed Kahn
- 2019 Bad Education - als David Bhargava
- 2016 Take Down - als Marcos Shah
- 2003 Cradle 2 the Grave - als Pakistaanse koper
- 2001 Lawless Heart - als Will
- 2001 Wit - als makker
- 1999 New World Disorder - als Mark Ohai
- 1999 Entrapment - als derde beveiliger

### Televisieseries
Uitgezonderd eenmalige gastrollen.
- 2023 The Serial Killer's Wife - als Maxwell - 2 afl.
- 2023 Guilt - als Richard - 2 afl.
- 2021 Alex Rider - als Ed Pleasance - 6 afl.
- 2018-2019 Billions - als Michael Panay - 3 afl.
- 2017 This Is Us - als Sanjay Jahiri - 4 afl.
- 2015-2016 Law & Order: Special Victims Unit - als advocaat Varma - 4 afl.
- 2016 Madam Secretary - als Pakistaanse minister buitenlandse zaken Konstantin Abedi - 2 afl.
- 2001-2014 Holby City - als Michael Spence - 270 afl.
- 2007 The Loop - als Sikander - 5 afl.
- 2005 Charmed - als Gregg - 2 afl.
- 2000 Arabian Nights - als prins Hussain - 2 afl.
- 1999 Dream Team - als Biloo Kapur - ? afl.